# 위약벌
위약벌(違約罰)은 채무를 이행하지 않을 경우, 채무자가 채권자에게 벌금을 내는 것을 말한다. 위약금은 상대의 손해를 배상하는 성격이나 위약벌은 손해랑 상관없이 벌금의 형태이다.

## 판례
위약벌의 약정은 채무의 이행을 확보하기 위하여 정해지는 것으로서 손해배상의 예정과는 그 내용이 다르므로 손해배상의 예정에 관한 민법 제398조 제2항을 유추 적용하여 그 액을 감액할 수는 없고 다만 그 의무의 강제에 의하여 얻어지는 채권자의 이익에 비하여 약정된 벌이 과도하게 무거울 때에는 그 일부 또는 전부가 공서양속에 반하여 무효로 된다

## 같이 보기
- 손해배상액의 예정
- 위약금